# Notó d'Arle
Notó (Nothon, mort després del 844) fou un religiós francès, arquebisbe d'Arle. Apareix esmentat en el càrrec per primer cop el 819.
El 824 el comte d'Arle i duc de Provença, Liebulf, havia demanat per mitjà de Hilduí, ardiaca i abat de Saint-Denis, el permís per bescanviar les terres que posseïa com a benefici de la diòcesi d'Arle contra d'altres que el bisbe Notó li oferia al seu lloc al mateix territori; les terres que va adquirir Liebulf foren les d'una illa del Roine prop d'Arle que seria la Camargue, i les retornades eren territoris a la dreta del riu pel costat de Septimània incloent el lloc d'Argence amb l'església i tres altars; en aquest canvi va tenir segurament origen la senyoria que va ostentar l'església d'Arle sobre la vila de Beaucaire i el lloc d'Argence al Llenguadoc. El canvi figura en un document datat el 7 de novembre de 824 entre el comte i l'arquebisbe Notó d'Arles, i fou confirmat per diploma del 3 de gener del 825.
En un edicte de desembre del 828 l'emperador Lluís el va convocar per presidir (junt amb tres arquebisbes més) un concili a Tolosa, un dels quatre que s'havien de celebrar i van tenir lloc el 829. Vegeu Concili de Tolosa del 829.
El febrer del 825 va participar en el concili de Thionville que va restablir a Lluís el Pietós al tron i va condemnar a l'arquebisbe Ebó de Reims. Segurament després fou un destacat conseller i suport de Lluís.
El 841, l'arquebisbat de Reims va quedar vacant per la segona deposició d'Ebó i Fulcó fou nomenat al seu lloc i després de la seva mort Notó va ocupar el càrrec, però cap dels dos va ser consagrat per temor a un retorn d'Ebó. Louis Duchesne esmenta que el 843 Notó va signar les actes del concili de Germigny; el 844 apareix encara esmentat en un diploma de Carles el Calb. Després del 844 no torna a ser esmentat i segurament va morir no molts anys després; podria haver estat viu encara el 850 però si fou el cas va morir per aquell temps.